# Huile d'olive de Nice
L'huile d'olive de Nice est protégée par une appellation d'origine contrôlée (AOC) depuis un décret pris par l'INAO le 26 novembre 2004 et paru au Journal officiel le 28 novembre 2004.

## Historique

### Antiquité
Justin, dans son Abrégé des histoires philippiques (Historiarum Philippicarum, Livre XLIII, chap. IV, 1-2), un ouvrage qu'il présente dans sa préface comme un florilège des passages les plus importants et les plus intéressants du volumineux Historiæ phillippicæ et totius mundi origines et terræ situs rédigé par Trogue Pompée à l’époque d’Auguste, explique : « Sous l'influence des Phocéens, les Gaulois adoucirent et quittèrent leur barbarie et apprirent à mener une vie plus douce, à cultiver la terre et à entourer les villes de remparts. Ils s'habituèrent à vivre sous l'empire des lois plutôt que sous celui des armes, à tailler la vigne et à planter l'olivier, et le progrès des hommes et des choses fut si brillant qu'il semblait, non pas que la Grèce eût émigré en Gaule, mais que la Gaule eût passé dans la Grèce ».
C'est un des événements majeurs de l'histoire de Nice. Les Massaliètes entrent en contact avec les populations indigènes de la région et fondent Nikaïa vers 250 av. J.-C.. L'emplacement exact du site grec est mal connu, mais il est probable qu'il ait été implanté au pied de la colline du Château, sous la vieille ville actuelle.
Sous l'influence des Grecs, l'olivier fut d'abord implanté sur la zone littorale et les collines de la côte. Puis la colonisation romaine installa dans sa Province une véritable oléiculture. Ordre fut donné aux légions de planter des oliviers. Les colons développèrent ensuite la culture de l'olivier dans l'arrière-pays jusqu’à 700 mètres d’altitude.

### Moyen Âge
Les premiers moulins fonctionnaient selon le « système génois » mû par une roue à eau et ses engrenages en bois. Comme témoin de cette époque médiévale reste le moulin classé de Contes daté du XIIIe siècle. Mais durant tout le Moyen Âge, l'huile d'olive va être peu utilisée, sauf le vendredi et samedi, jours de jeûne, et en Carême pour faire frire le poisson. Louis Stouff, spécialiste de l'histoire de l'alimentation, a constaté : « Dans les livres de compte l'huile d'olive est mentionnée uniquement pour trois aliments fèves, œufs et poisson frit. L'importance de l'huile tient uniquement aux 140 à 150 jours de jeûne ».  
Pour le bas Moyen Âge, période où les historiens ont à leur disposition le plus de textes, il y a des oliveraies mais rarement mentionnées en tant que telles. À Grasse, en 1364, un acte signale « les raisins ainsi que les olives et autres fruits de cette vigne ».

### Période moderne
Au cours des XVIIIe et XIXe siècles, le ramassage des olives se faisait par gaulage dans le comté de Nice car les arbres sont hauts. Des scènes d'olivaison identiques sont reproduites sur des vases antiques.
À partir de la fin du XIXe siècle, Nice devint une des places fortes du commerce international pour son huile d’olive de « type rivièra ». Elle le resta jusqu’à la Seconde Guerre mondiale.

### Période contemporaine
Pendant la Seconde Guerre mondiale, le pénurie de matières grasses fit repartir la fabrication de l'huile d'olive. Cette relance, entrait directement dans le cadre de la politique agricole voulue par Philippe Pétain qui, en février 1920, avait acquis et mis en valeur une propriété à Villeneuve-Loubet. Dans une lettre adressée en 1934 à son neveu, il expliquait son retour à la terre : « J'ai fait quelques essais à l'Ermitage qui ont assez bien réussi ; j'ai fait du vin, de la volaille, des légumes, des fruits, de l'huile d'olive, etc. »
Un regain d'intérêt pour l'huile d'olive est apparu depuis la mise en exergue de l'importance du régime méditerranéen pour la santé. Au côté du vin et des effets bénéfiques de son resvératrol et de ses polyphénols, l'huile d'olive a des effets aussi bénéfiques grâce à ses molécules phénolées dont les propriétés contre les maladies cardio-vasculaires ont été scientifiquement démontrées en particulier dans l'huile vierge de première pression à froid. Ces composés sont aussi présents dans les olives de table.
L'huile d'olive de Nice est protégée par une appellation d'origine contrôlée (AOC) depuis un décret pris par l'INAO, le 26 novembre 2004 et paru au Journal officiel, le 28 novembre 2004.

## Géographie

### Terroir
Il se situe en limite de la culture de l’olivier au pied des Alpes. Il s'agit d’un relief tourmenté composés de collines et plateaux aux sols carbonatés dont les pentes sont aménagées en gradins.

### Géologie
Les dépôts du Secondaire et du Tertiaire, essentiellement calcaires et marneux, composent ce terroir où l'érosion hydrographique dans les lits des rivières et torrents a mis au jour les affleurements du Trias. Le calcaire apparaît quelques fois dolomitisé et les marnes gréseuses.

### Climatologie
Le climat de ce terroir correspond aux normes du climat méditerranéen, les gels étant généralement rares (2 ou 3 nuits par an), faibles (le minimum annuel se situe aux alentours de -1 ou -−2 °C) et brefs. Ainsi les hivers sont doux et humides, et les étés chauds et très secs, car la ville est protégée des vents venant du nord et de l'ouest grâce aux Alpes. Durant l'été les précipitations sont extrêmement faibles avec une moyenne de 15,6 millimètres pour le mois de juillet. À l'inverse, l'automne est une période soumise à des pluies fréquentes (108,2 millimètres pour le mois d'octobre) et des orages violents en raison de la température de la mer Méditerranée encore très chaude en cette saison (20° - 24°). Cette saison est également marquée par la présence certaines années du sirocco qui en plus d'apporter une légère vague de chaleur, transporte du sable saharien.
| Mois                              | jan. | fév. | mars | avril | mai  | juin | jui. | août | sep. | oct.  | nov. | déc. | année |
| --------------------------------- | ---- | ---- | ---- | ----- | ---- | ---- | ---- | ---- | ---- | ----- | ---- | ---- | ----- |
| Température minimale moyenne (°C) | 5,4  | 5,9  | 7,6  | 9,7   | 13,5 | 16,7 | 19,6 | 19,9 | 17   | 13,2  | 8,7  | 6,1  | 12    |
| Température maximale moyenne (°C) | 12,9 | 13,4 | 14,9 | 16,5  | 20,1 | 23,6 | 26,6 | 27,2 | 24,3 | 20,6  | 16,3 | 13,8 | 19,2  |
| Record de froid (°C)              | −7,2 | −5,8 | −5   | 2,9   | 3,7  | 8,1  | 11,7 | 11,4 | 7,6  | 4,2   | 0,1  | −2,7 | −7,2  |
| Record de chaleur (°C)            | 22,2 | 25,8 | 26,1 | 26    | 30,3 | 36,8 | 36,3 | 37,7 | 33,9 | 29,9  | 25,4 | 22   | 37,7  |
| Précipitations (mm)               | 85,1 | 59,7 | 60,9 | 69,2  | 49,4 | 38,3 | 15,4 | 23,9 | 75,6 | 143,9 | 94,3 | 87,6 | 803,3 |

| Diagramme climatique                                  |             |             |             |              |              |              |              |            |               |             |             |
| J                                                     | F           | M           | A           | M            | J            | J            | A            | S          | O             | N           | D           |
| 12,95,485,1                                           | 13,45,959,7 | 14,97,660,9 | 16,59,769,2 | 20,113,549,4 | 23,616,738,3 | 26,619,615,4 | 27,219,923,9 | 24,31775,6 | 20,613,2143,9 | 16,38,794,3 | 13,86,187,6 |
| Moyennes : • Temp. maxi et mini °C • Précipitation mm |             |             |             |              |              |              |              |            |               |             |             |

## Zone de production

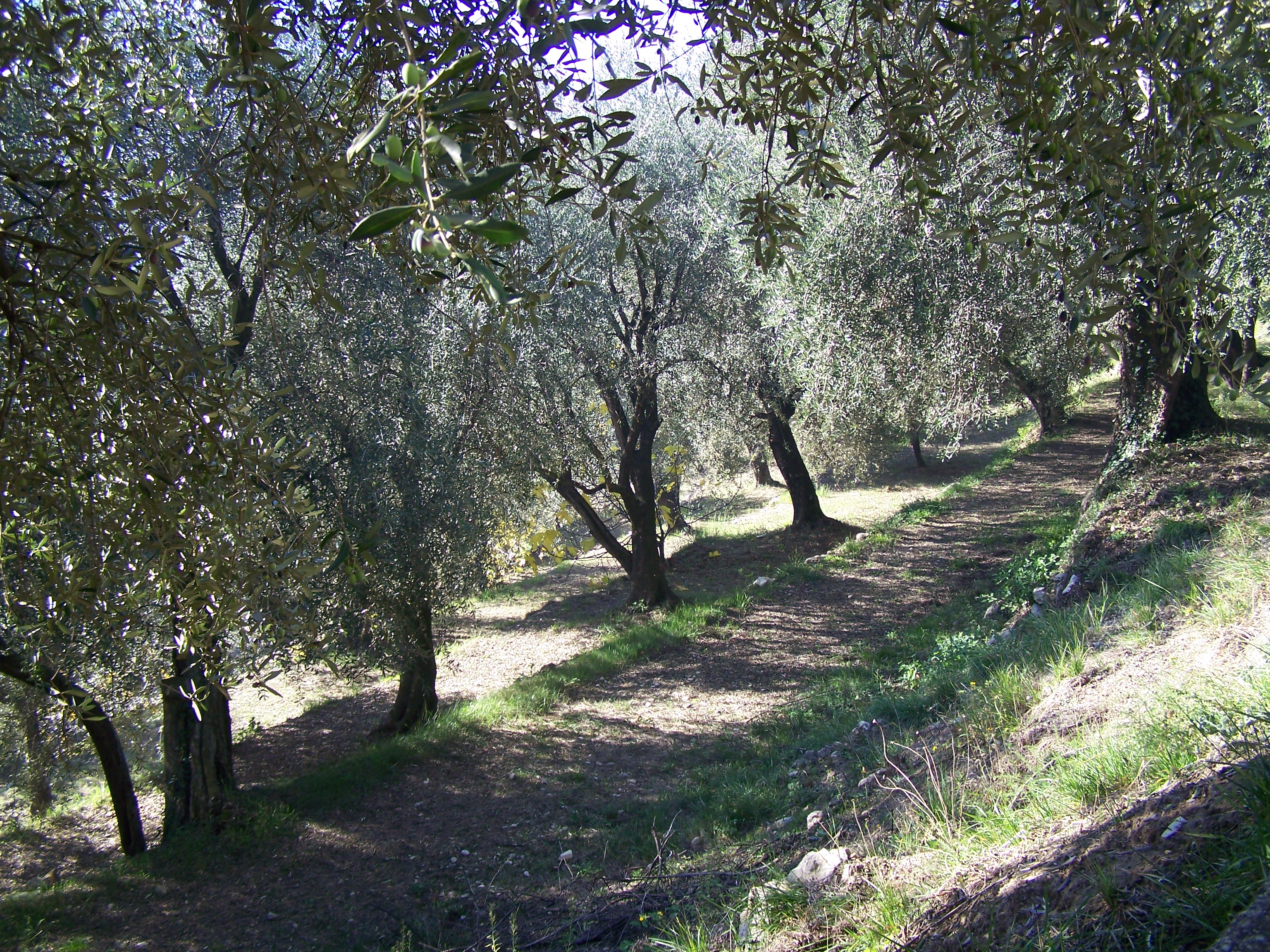
Oliveraie près de Nice

Seules les oliveraies des communes suivantes situées dans les Alpes-Maritimes peuvent donner des olives produisant l'huile d'appellation :

Aiglun, Antibes, Aspremont, Auribeau-sur-Siagne, Le Bar-sur-Loup, Beaulieu-sur-Mer,  Bendejun, Berre-des-Alpes, Biot, Blausasc, La Bollène-Vésubie, Bonson, Bouyon, Breil-sur-Roya, Le Broc, Cabris, Cagnes-sur-Mer, Cannes, Le Cannet, Cantaron, Carros, Castagniers, Castellar, Castillon, Châteauneuf-Villevieille, Châteauneuf-de-Grasse, Clans, Coaraze, La Colle-sur-Loup, Colomars, Conségudes, Contes, Cuébris, Drap, Duranus, L'Escarène, Èze, Falicon, Les Ferres, Fontan, Gattières, La Gaude, Gilette, Gorbio, Gourdon, Grasse, Lantosque, Levens, Lucéram, Malaussène, Mandelieu-la-Napoule, Massoins, Menton, Mouans-Sartoux, Mougins, Nice, Opio, Pégomas, Peille, Peillon, Peymeinade, Pierrefeu, Revest-les-Roches, Roquebillière, Roquefort-les-Pins, Roquestéron, Roquestéron-Grasse, La Roquette-sur-Siagne, La Roquette-sur-Var, Le Rouret, Saint-André-de-la-Roche, Saint-Blaise, Saint-Cézaire-sur-Siagne, Saint-Jeannet, Saint-Laurent-du-Var, Saint-Martin-du-Var, Saint-Paul, Sainte-Agnès, Saorge, Sigale, Sospel, Spéracèdes, Le Tignet, Toudon, Touët-de-l'Escarène, La Tour-sur-Tinée, Tourette-du-Château, Tourrette-Levens, Tourrettes-sur-Loup, Tournefort, La Trinité, La Turbie, Utelle, Valbonne, Vallauris, Vence, Villars-sur-Var, Villefranche-sur-Mer, Villeneuve-Loubet.

## Variété
La seule variété admise est la Cailletier. Toutefois dans une oliveraie sont admises des variétés pollinisatrices ou des variétés locales anciennes, notamment Arabanier, Blanquetier, Blavet, Nostral, Ribeyrou quand leur nombre n'excède 5 %.

## Autre oliveraie
Le département des Alpes-Maritimes possède un autre terroir produisant de l'Huile d'olive de Provence AOC. Il est situé sur les communes d'Auvare, La Croix-sur-Roudoule, Puget-Rostang, Puget-Théniers, Rigaud et Touët-sur-Var.